# Thibaut De Marre
Thibaut De Marre (* 23. Februar 1998 in Grenoble) ist ein belgischer Skilangläufer.

## Werdegang
De Marre trat international erstmals bei den Olympischen Jugend-Winterspielen 2016 in Lillehammer in Erscheinung. Dort belegte er den 34. Platz im Sprint, den 31. Rang im Cross und den 25. Platz über 10 km Freistil. Im folgenden Jahr kam er bei den Nordischen Skiweltmeisterschaften in Lahti auf den 91. Platz im Sprint und auf den 70. Rang über 15 km klassisch. Bei den Junioren-Skiweltmeisterschaften 2018 in Goms lief er auf den 72. Platz über 10 km klassisch, auf den 57. Rang im Sprint sowie auf den 42. Platz im Skiathlon. In der Saison 2018/19 startete er in Valdidentro erstmals im Alpencup und errang dabei den 82. Platz über 15 km Freistil und den 61. Platz im 15-km-Massenstartrennen. Bei den U23-Weltmeisterschaften 2019 in Lahti belegte er den 50. Platz im 30-km-Massenstartrennen sowie den 42. Rang über 15 km Freistil und bei den Nordischen Skiweltmeisterschaften 2019 in Seefeld in Tirol den 75. Platz über 15 km klassisch sowie zusammen mit Titouan Serot den 22. Rang im Teamsprint. Im folgenden Jahr errang er bei den U23-Weltmeisterschaften in Oberwiesenthal den 62. Platz über 15 km klassisch. Bei den Nordischen Skiweltmeisterschaften 2021 in Oberstdorf lief er auf den 74. Platz im Sprint, auf den 73. Rang über 15 km Freistil sowie erneut zusammen mit Titouan Serot auf den 22. Platz im Teamsprint. In der Saison 2021/22 gab er in Davos sein Debüt im Weltcup, welches er auf dem 37. Platz im 15-km-Massenstartrennen beendete und nahm bei den Olympischen Winterspielen 2022 in Peking an vier Rennen teil. Seine beste Platzierung dabei war der 47. Platz im 50-km-Massenstartrennen.

## Teilnahmen an Weltmeisterschaften und Olympischen Winterspielen

### Olympische Spiele
- 2022 Peking: 47. Platz 50 km Freistil Massenstart, 53. Platz 30 km Skiathlon, 59. Platz 15 km klassisch, 76. Platz Sprint Freistil

### Nordische Skiweltmeisterschaften
- 2017 Lahti: 70. Platz 15 km klassisch, 91. Platz Sprint Freistil
- 2019 Seefeld in Tirol: 22. Platz Teamsprint klassisch, 75. Platz 15 km klassisch
- 2021 Oberstdorf: 22. Platz Teamsprint Freistil, 73. Platz 15 km Freistil, 74. Platz Sprint klassisch